# Etto
Oélilton Araújo dos Santos Etto (mer känd som Etto), född 8 mars 1981 i Valente, Brasilien , är en brasiliansk fotbollsspelare som för närvarande spelar som back för FK Baku i Premjer Liqasy. Han började sin karriär som ungdomsspelare i Criciúma.